# Caroline Gagné
 (mai 2022).
La mise en forme du texte ne suit pas les recommandations de Wikipédia : il faut le « wikifier ».
Les points d'amélioration suivants sont les cas les plus fréquents. Le détail des points à revoir est peut-être précisé sur la page de discussion.
- Les titres sont pré-formatés par le logiciel. Ils ne sont ni en capitales, ni en gras.
- Le texte ne doit pas être écrit en capitales (les noms de famille non plus), ni en gras, ni en italique, ni en « petit »…
- Le gras n'est utilisé que pour surligner le titre de l'article dans l'introduction, une seule fois.
- L'italique est rarement utilisé : mots en langue étrangère, titres d'œuvres, noms de bateaux, etc.
- Les citations ne sont pas en italique mais en corps de texte normal. Elles sont entourées par des guillemets français : « et ».
- Les listes à puces sont à éviter, des paragraphes rédigés étant largement préférés. Les tableaux sont à réserver à la présentation de données structurées (résultats, etc.).
- Les appels de note de bas de page (petits chiffres en exposant, introduits par l'outil «  Source ») sont à placer entre la fin de phrase et le point final[comme ça].
- Les liens internes (vers d'autres articles de Wikipédia) sont à choisir avec parcimonie. Créez des liens vers des articles approfondissant le sujet. Les termes génériques sans rapport avec le sujet sont à éviter, ainsi que les répétitions de liens vers un même terme.
- Les liens externes sont à placer uniquement dans une section « Liens externes », à la fin de l'article. Ces liens sont à choisir avec parcimonie suivant les règles définies. Si un lien sert de source à l'article, son insertion dans le texte est à faire par les notes de bas de page.
- La présentation des références doit suivre les conventions bibliographiques. Il est recommandé d'utiliser les modèles {{Ouvrage}}, {{Chapitre}}, {{Article}}, {{Lien web}} et/ou {{Bibliographie}}. Le mode d'édition visuel peut mettre en forme automatiquement les références.
- Insérer une infobox (cadre d'informations à droite) n'est pas obligatoire pour parachever la mise en page.

Pour une aide détaillée, merci de consulter Aide:Wikification.
Si vous pensez que ces points ont été résolus, vous pouvez retirer ce bandeau et améliorer la mise en forme d'un autre article.
Caroline Gagné est une artiste en arts visuels et nouveaux médias canadienne, elle vit et travaille entre Québec et Saint-Jean-Port-Joli.

## Biographie
Caroline Gagné est diplômée d’un DEC en architecture d’intérieur fait au Cégep Garneau, puis est diplômée d’un baccalauréat en arts visuels de l’université Laval en 1997. Après des formations en production artistique indépendante, et en production sonore, elle complète une maîtrise interdisciplinaire en art avec essai à l’université Laval en 2012[source secondaire souhaitée].
En plus de son activité artistique, elle est une membre active et anciennement directrice artistique au sein d'un centre d’artistes spécialisé en arts audio et électroniques, Avatar[réf. nécessaire].
Elle a reçu plusieurs bourses et distinctions notamment le prix Videre, catégorie Événement, qui souligne l’excellence de l’art et la culture dans la ville de Québec.
Depuis 2001, elle participe à de nombreuses expositions solos ou collectives et réalise des œuvres d’art public, et sa production artistique entre au musée en 2021 avec l’acquisition de son œuvre Le bruit des Icebergs dans la collection permanente du Musée d'art contemporain de Montréal.

## Expositions (sélection)

### Expositions solo
- 2021 : Autofading_Se disparaitre et Bruire, du 4 novembre au 12 décembre, Galerie des arts visuels de l’université Laval, Québec, QC, Canada[4].
- 2019 : Quand un arbre tombe on l’entend ; quand la forêt pousse, pas un bruit, du 18 janvier au 2 mars, Occurrences, Montréal, Canada[5].
- 2016 : Le bruit des icebergs, du 9 septembre au 24 septembre, La triennale EIM - ( Espace [IM] Média ), Sporobole, Sherbrooke, Canada, commissaire Nicolas Bernier[6].
- 2011 : Cargo, « Sonoptique », du 17 février au 20 mars, Mois Multi 12, L’oeil de poisson, Québec, QC, Canada[7],[8].

### Expositions collectives
- 2024 : femmes volcans forêts torrents, du 11 avril au 18 août, Musée d'art contemporain de Montréal, Montréal, QC, Canada[9].
- 2022 : Ciels Racines, avec Catherine Arsenault, Jacynthe Carrier, Hannah Claus, Marie-Michelle Deschamps, Andréanne Godin, Maryse Goudreau, Natalie Jean, Dominique Pétrin, Anne-Marie Proulx, Manon Sioui, Leila Zelli, du 21 janvier au 26 février, Galerie Arprim, centre d'essai en art imprimé, Montréal, Canada[10].
- 2019 : Le bruit des icebergs, « Si petits entre les étoiles, Si grands pris du ciel », Manif d’art 9 - La biennale de Québec, Québec, QC, Canada[11].
- 2018 : Quand un arbre tombe, on l'entend ; quand la forêt pousse, pas un bruit, du 22 juin au 7 septembre, « Art et science - Trajectoire des sens », 8e Biennale nationale de sculpture contemporaine, Trois-Rivières, Canada, commissaire Émilie Granjon[12].
- 2016 : Le jeu de l'oie, avec Patrice Coulombe, Mois Multi, Québec, QC, Canada, commissaire Ariane Plante[7].
- 2011 : Entre les lignes, Peux faire mieux, « Cahiers d’Exercices », L'Oeil de Poisson, Québec, Canada[13].
- 2008 :
  - L'occupant, Biennale de la Havane, Centro Wilfredo Lam, La Havane, Cuba[14].
  - ... les sentiers battus, « C'est arrivé près de chez vous : L'art actuel à Québec. » Musée national des beaux-arts du Québec, Québec, Canada[15].
- 2005 : Percer le jour, « Cynismes ? », du 1er mai au 12 juin, Manif d’art 3 - La biennale de Québec, Québec, QC, Canada[16].

### Art public

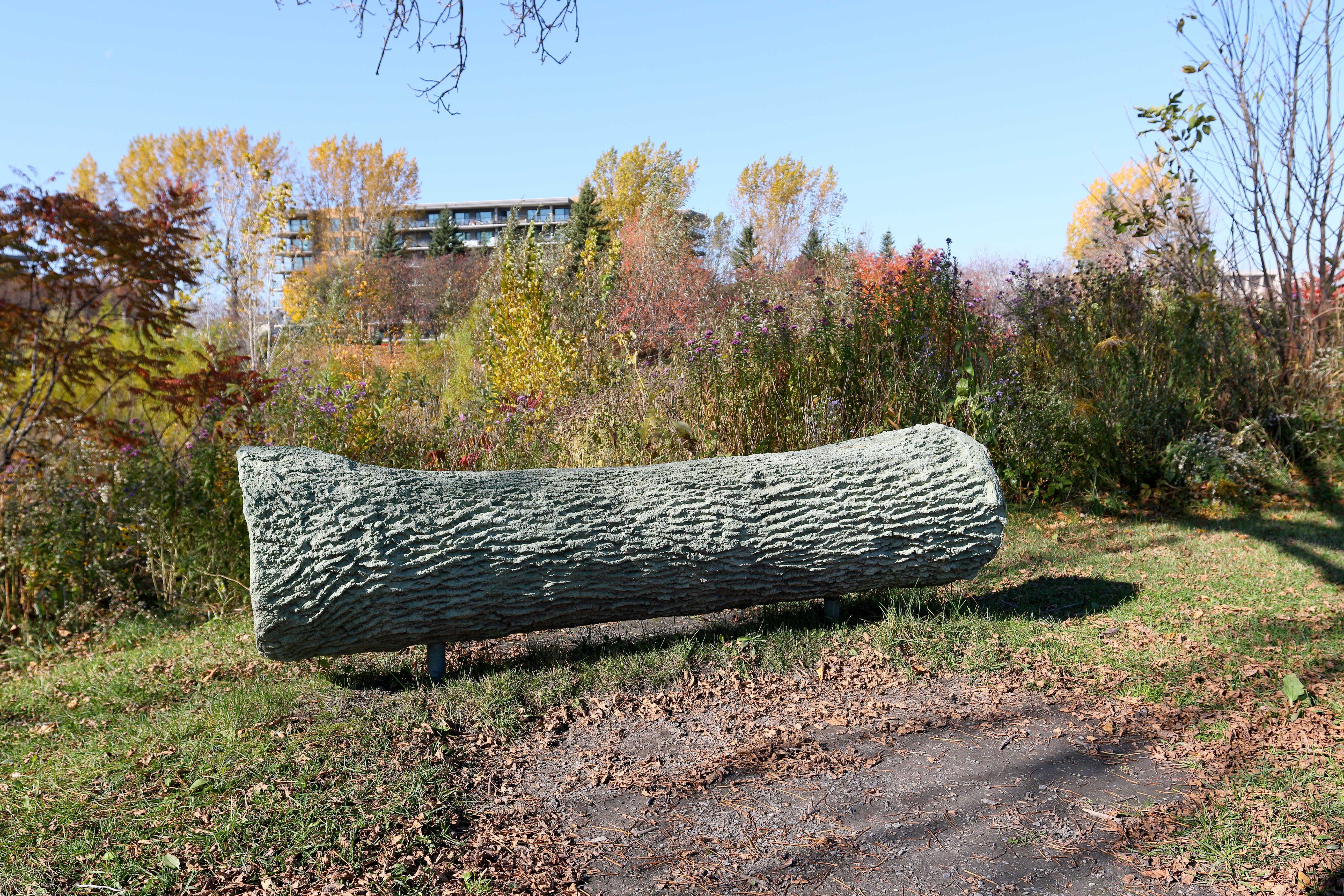
Suivre son cours, 2009

- 2014 : Le temps fait oeuvre - La chambre cabane, Maison Drouin, île d’Orléans, QC, Canada[17].
- 2009 : Suivre son cours, parc linéaire de la Rivière-Saint-Charles, Québec, QC, Canada[18].

## Collection
- Musée d'art contemporain de Montréal, QC, Canada[3].